# Urgleptes decens
Urgleptes decens là một loài bọ cánh cứng trong họ Cerambycidae.